# Meyers OTW
Meyers OTW (Out To Win) là một loại máy bay huấn luyện hai tầng cánh của Hoa Kỳ, do Allen Meyers thiết kế, hãng Meyers Aircraft Company chế tạo từ năm 1936 tới năm 1944,

## Biến thể
OTW-125
OTW-145
OTW-160
OTW-KR

## Tính năng kỹ chiến thuật (OTW-160)
Đặc điểm tổng quát
- Kíp lái: 2
- Chiều dài: 22 ft 6 in ( m)
- Động cơ: 1 × Kinner R-5, 160 hp (119 kW)

Hiệu suất bay
- Vận tốc cực đại: 120 mph ( km/h)
- Tầm bay: 275 dặm ( km)

#### Khác
- Chương trình Huấn luyện Phi công Dân sự